# José Manuel Pinto
José Manuel Pinto Colorado (sinh ngày 8 tháng 11 năm 1975 ở El Puerto de Santa María, Cádiz) là một cựu thủ môn bóng đá người Tây Ban Nha.
Sau khi thành danh trong màu áo Celta tại La Liga, anh kí hợp đồng với Barcelona vào năm 2008 trong vai trò dự bị cho Víctor Valdés và giành 16 danh hiệu lớn, trong đó có bốn chức vô địch quốc gia và hai Champions League.

## Sự nghiệp
Pinto là một sản phẩm của lò đào tạo trẻ Real Betis, thăng tiến và có trận ra mắt cho đội hình một ở mùa giải 1997-98. Một năm sau, anh rời Real Betis để tới Celta de Vigo. Anh nhận giải Ricardo Zamora (giải thưởng dành cho thủ môn bị thủng lưới ít nhất mùa giải) vào mùa giải 2005-06, sau khi chỉ để thủng lưới 29 bàn trên 37 trận. Anh cũng là đội trưởng và ra sân trong 125 trận ở giải La Liga và 56 trận ở giải hạng hai, cũng như tham dự cúp C1 và cúp UEFA. Pinto đến FC Barcelona theo dạng cho mượn vào ngày 18 tháng 1 năm 2008. Anh có trận ra mắt vào ngày 26 tháng 4 gặp Deportivo de La Coruña. Vào ngày 30 tháng 5 năm 2008, Barca ký hợp đồng hẳn với Pinto trong 2 năm với mức phí 500,000 euro. Trong mùa giải đầu tiên, anh là sự lựa chọn số 1 ở cúp quốc gia, giải đấu mà Barca vô địch.

## Thống kê sự nghiệp
| Câu lạc bộ          | Mùa giải            | Giải vô địch        | Giải vô địch | Giải vô địch | Cúp quốc gia | Cúp quốc gia | Châu Âu | Châu Âu | FIFA Club World Cup | FIFA Club World Cup | Tổng cộng | Tổng cộng |
| Câu lạc bộ          | Mùa giải            | Hạng đấu            | Trận         | Bàn          | Trận         | Bàn          | Trận    | Bàn     | Trận                | Bàn                 | Trận      | Bàn       |
| ------------------- | ------------------- | ------------------- | ------------ | ------------ | ------------ | ------------ | ------- | ------- | ------------------- | ------------------- | --------- | --------- |
| Betis B             | 1994–95             | Segunda División B  | 6            | 0            | –            | –            | –       | –       | –                   | –                   | 6         | 0         |
| Betis B             | 1995–96             | Segunda División B  | 19           | 0            | –            | –            | –       | –       | –                   | –                   | 19        | 0         |
| Betis B             | 1996–97             | Segunda División B  | 23           | 0            | –            | –            | –       | –       | –                   | –                   | 23        | 0         |
| Betis B             | 1997–98             | Segunda División B  | 20           | 0            | –            | –            | –       | –       | –                   | –                   | 20        | 0         |
| Betis B             | Tổng cộng           | Tổng cộng           | 68           | 0            | 0            | 0            | 0       | 0       | 0                   | 0                   | 68        | 0         |
| Betis               | 1997–98             | La Liga             | 1            | 0            | 0            | 0            | 0       | 0       | –                   | –                   | 1         | 0         |
| Betis               | Tổng cộng           | Tổng cộng           | 1            | 0            | 0            | 0            | 0       | 0       | 0                   | 0                   | 1         | 0         |
| Celta               | 1998–99             | La Liga             | 1            | 0            | 4            | 0            | 0       | 0       | –                   | –                   | 5         | 0         |
| Celta               | 1999–00             | La Liga             | 19           | 0            | 4            | 0            | 5       | 0       | –                   | –                   | 28        | 0         |
| Celta               | 2000–01             | La Liga             | 18           | 0            | 4            | 0            | 4       | 0       | –                   | –                   | 26        | 0         |
| Celta               | 2001–02             | La Liga             | 7            | 0            | 2            | 0            | 3       | 0       | –                   | –                   | 12        | 0         |
| Celta               | 2002–03             | La Liga             | 3            | 0            | 2            | 0            | 6       | 0       | –                   | –                   | 11        | 0         |
| Celta               | 2003–04             | La Liga             | 6            | 0            | 4            | 0            | 5       | 0       | –                   | –                   | 15        | 0         |
| Celta               | 2004–05             | Segunda División    | 40           | 0            | 0            | 0            | –       | –       | –                   | –                   | 40        | 0         |
| Celta               | 2005–06             | La Liga             | 37           | 0            | 0            | 0            | –       | –       | –                   | –                   | 37        | 0         |
| Celta               | 2006–07             | La Liga             | 34           | 0            | 0            | 0            | 0       | 0       | –                   | –                   | 34        | 0         |
| Celta               | 2007–08             | Segunda División    | 16           | 0            | 0            | 0            | –       | –       | –                   | –                   | 16        | 0         |
| Celta               | Tổng cộng           | Tổng cộng           | 181          | 0            | 20           | 0            | 23      | 0       | 0                   | 0                   | 224       | 0         |
| Barcelona           | 2007–08             | La Liga             | 3            | 0            | 0            | 0            | 0       | 0       | –                   | –                   | 3         | 0         |
| Barcelona           | 2008–09             | La Liga             | 2            | 0            | 9            | 0            | 0       | 0       | –                   | –                   | 11        | 0         |
| Barcelona           | 2009–10             | La Liga             | 0            | 0            | 4            | 0            | 0       | 0       | 0                   | 0                   | 4         | 0         |
| Barcelona           | 2010–11             | La Liga             | 6            | 0            | 9            | 0            | 2       | 0       | –                   | –                   | 17        | 0         |
| Barcelona           | 2011–12             | La Liga             | 3            | 0            | 9            | 0            | 1       | 0       | 0                   | 0                   | 13        | 0         |
| Barcelona           | 2012–13             | La Liga             | 7            | 0            | 8            | 0            | 1       | 0       | 0                   | 0                   | 16        | 0         |
| Barcelona           | 2013–14             | La Liga             | 13           | 0            | 9            | 0            | 4       | 0       | 0                   | 0                   | 26        | 0         |
| Barcelona           | Tổng cộng           | Tổng cộng           | 31           | 0            | 48           | 0            | 8       | 0       | 0                   | 0                   | 87        | 0         |
| Tổng cộng sự nghiệp | Tổng cộng sự nghiệp | Tổng cộng sự nghiệp | 298          | 0            | 68           | 0            | 31      | 0       | 0                   | 0                   | 397       | 0         |

## Danh hiệu

### Câu lạc bộ

#### Celta
- UEFA Intertoto Cup: 2000

#### Barcelona
- La Liga: 2008–09, 2009–10, 2010–11, 2012–13
- Copa del Rey: 2008–09, 2011–12
- Supercopa de España: 2009, 2010, 2011, 2013
- UEFA Champions League: 2008–09, 2010–11
- UEFA Super Cup: 2009, 2011
- FIFA Club World Cup: 2009, 2011

### Cá nhân
- La Liga: Zamora Trophy 2005–06